# Tjui
Der Tjui (russisch Тюй; baschkirisch Төй) ist ein rechter Nebenfluss der Ufa in der Region Perm und in Baschkortostan im europäischen Teil Russlands.
Der Tjui entspringt in den Tulwinskaja-Höhen im Süden der Region Perm. Er fließt in südsüdöstlicher Richtung nach Baschkortostan und mündet nach 193 km in die Ufa. Der Rückstau der Ufa durch den Pawlowsker Staudamm reicht flussaufwärts bis zur Mündung des Tjui. 
900 m oberhalb der Mündung in die Ufa trifft der Sars von links auf den Tjui. Der Tjui entwässert ein Areal von 3700 km². Zwischen November und Mai ist der Tjui eisbedeckt. Der mittlere Abfluss 10 km oberhalb der Mündung beträgt 18,1 m³/s.